# Липники (Смолевицький район)
Липники (біл. вёска Ліпнікі) — село в складі Смолевицького району Мінської області, Білорусь. Село підпорядковане Озерицько-Слобідській сільській раді, розташоване в центральній частині області.